# Hogna straeleni
Hogna straeleni Roewer, 1959 è un ragno appartenente alla famiglia Lycosidae.

## Caratteristiche
I cheliceri sono provvisti di tre dentelli.
L'olotipo femminile rinvenuto ha lunghezza totale è di 18mm; la lunghezza del cefalotorace è di 7mm; e quella dell'opistosoma è di 11mm.
L'olotipo maschile rinvenuto ha lunghezza totale è di 10mm; la lunghezza del cefalotorace è di 5mm; e quella dell'opistosoma è di 5mm.

## Distribuzione
La specie è stata reperita in varie località della Repubblica Democratica del Congo, del Ruanda e della Tanzania.

## Tassonomia
Al 2017 non sono note sottospecie e dal 1959 non sono stati esaminati nuovi esemplari.